# Південноафрикансько-хорватські відносини
Південноафрикансько-хорватські відносини (афр. betrekkinge tussen Kroasië en Suid-Afrika, хорв. južnoafričko-hrvatski odnosi) — історичні та поточні двосторонні відносини між Південно-Африканською Республікою та Хорватією. Їх розцінюють як тісні.
ПАР представлена в Хорватії через своє посольство у Будапешті (Угорщина) і консульство в Загребі, а Хорватія має своє посольство у Преторії.

## Історія
Як відзначав перший хорватський посол у ПАР Твртко Мурсало, ще в середині XVIII століття кілька поодиноких вихідців із хорватських земель (переважно моряків із Далмації та Дубровника) оселилися в Голландській Капській колонії.
Південно-Африканська Республіка є членом Руху неприєднання, одним зі співзасновників якого свого часу була Соціалістична Федеративна Республіка Югославія, до складу котрої входила тодішня Хорватія.
Угоду про встановлення дипломатичних відносин між Республікою Хорватія та Південно-Африканською Республікою було підписано і введено в дію 6 серпня 1992 року, а самі дипломатичні відносини між обома державами встановлено 19 грудня 1992 року. Першим послом Хорватії у ПАР у 1995—1999 рр. був діяч місцевої хорватської емігрантської громади, публіцист Твртко Мурсало, який 1971 року оселився в Йоганнесбурзі.
20 серпня 2004 року ПАР і Хорватія підписали угоду, спрямовану на розвиток торгівлі та економічної співпраці між двома державами. Вона набула чинності 5 липня 2006 і діяла до 5 липня 2013 року.
Упродовж 26 років експорт Хорватії до Південно-Африканської Республіки зріс у річному обчисленні на 7,88%, з 3,43 млн доларів США у 1995 році до 24,6 млн доларів США у 2021 році, а експорт ПАР у Хорватію зріс у річному обчисленні на 3,43%, з 5,66 млн доларів у 1995 році до 13,6 млн доларів у 2021 році. Основними виробами, які Хорватія експортувала в ПАР 2021 року, були упаковані лікарські засоби ($5,5 млн), збірні будинки ($5,11) і обладнання з конкретними функціями ($3,17). Основну продукцію, яку ПАР експортувала в Хорватію 2021 року, складають граніт ($4,3 млн), прогулянкові плавзасоби ($2,08 млн) і будівельне каміння ($1,65 млн).
У 2015—2016 роках низка молодих хорватів працювала за короткостроковими контрактами з обслуговування та розширення південноафриканської інфраструктури виробництва електроенергії.